# ビル管理科
ビル管理科（ビルかんりか）は、職業能力開発校や職業能力開発促進センターの普通職業訓練短期課程にある、建築設備管理に関する訓練科。

## 設置する職業能力開発校
- 埼玉県立川越高等技術専門校
- 大阪府立芦原高等職業技術専門校

## 設置する職業能力開発促進センター
- 独立行政法人高齢・障害・求職者雇用支援機構
  - 北海道支部 北海道職業能力開発促進センター）	- ビル設備サービス科
  - 秋田支部 秋田職業能力開発促進センター - ビル管理科
  - 岩手支部 岩手職業能力開発促進センター - ビル管理科（一部）
  - 栃木支部 栃木職業能力開発促進センター - ビル設備サービス科（ビル設備コース）
  - 千葉支部 千葉職業能力開発促進センター - ビル設備サービス科
  - 長野支部 長野職業能力開発促進センター - ビル管理科
  - 静岡支部 静岡職業能力開発促進センター - ビル設備サービス科1部
  - 石川支部 石川職業能力開発促進センター - ビル設備サービス科
  - 京都支部 京都職業能力開発促進センター - ビル設備サービス科
  - 兵庫支部 兵庫職業能力開発促進センター - ビル設備サービス科
  - 香川支部 香川職業能力開発促進センター - ビル管理
  - 福岡支部 福岡職業能力開発促進センター - ビル管理科
  - 熊本支部 熊本職業能力開発促進センター - ビル設備サービス科・ビル設備施工科
  - 宮崎支部 宮崎職業能力開発促進センター - ビル設備メンテナンス科
  - 沖縄支部 沖縄職業能力開発促進センター - ビル設備サービス科

## 修了して得られる資格
- ビル設備管理技能士2級受検資格

## 関連する職業訓練指導員免許
- 職業訓練指導員 (建築物設備管理科)